# 16 février 1978
Le jeudi 16 février 1978 est le 47e jour de l'année 1978.

## Naissances
- Adel Fellous, joueur de rugby
- Alberto Rivera Pizarro, footballeur espagnol
- Alexandre Beaudoin, chercheur en criminalistique québécois
- Dan Scarbrough, joueur anglais de rugby à XV
- Diego Pozo, footballeur argentin
- Aikaterini Oikonomopoulou, joueuse de water polo grecque
- Emily Harper, actrice américaine
- Frédéric Amorison, coureur cycliste belge
- Géraldine Alibeu, autrice-illustratrice française
- Gustavo Boccoli, joueur de football brésilien *1978
- Juan José Ulloa, animateur de télévision mexicain
- Julien Ravier, homme politique français
- Kristian Kohlmannslehner, producteur de musique allemand
- Lyubov Tolkalina, actrice russe
- Michel Dieudé, joueur de rugby français
- Nicolas Florentin, footballeur français
- Philipp Plein, styliste allemand
- Sébastien Talabardon, cycliste français
- Tia Hellebaut, athlète belge
- Tomas Tobé, homme politique suédois
- Vala Flosadóttir, athlète islandaise, spécialiste du saut à la perche
- Yekaterina Volkova, athlète russe

## Décès
- E. Roland Harriman (né le 24 décembre 1895), financier américain
- Edward Lindberg (né le 9 novembre 1886), athlète américain
- Georges Wormser (né le 14 janvier 1888), homme politique, banquier et historien français, qui fut chef de cabinet de Georges Clemenceau et auteur d'une biographie de celui-ci
- Hans Sochaczewer (né le 10 août 1892), écrivain allemand
- Jerry Vayda (né le 18 juillet 1934), joueur de basket-ball américain

## Événements
- Sortie du film italien Film d'amour et d'anarchie
- Sortie du film américain La Sentinelle des maudits
- Sortie du film britannique Les Duellistes
- Sortie du film américain Mon « Beau » légionnaire
- Sortie du film allemand Roulette chinoise
- Sortie du film australien/suédois Vive ABBA